# 鄭志富
鄭志富（1956年—），臺灣澎湖縣人，現為國立臺灣師範大學體育學系暨運動休閒與餐旅管理研究所特聘教授，並兼任金牌書院院長，研究领域包括體育行政、運動管理、運動行銷、體育運動組織行為、學校體育經營管理。

## 生平
鄭志富致力於運動管理及學校體育教育學術研究超過40餘年，長期耕耘體育學術研究，並推動體育運動發展與行政服務，多次擔任政府部門體育政策及計畫之研訂、主持國家考試及大學校務、系所評鑑等工作。他曾獲中華民國教育學術團體聯合年會「服務獎」（1999年）、獲頒最高榮譽「木鐸獎」（2002年）。長期貢獻體育學術研究，獲國際體育健康休閒暨舞蹈總會（ICHPER．SD）頒發「 Leadership and Contribution」（2002年）及「Biennial Outstanding Contribution Award」（2005 年）。
2013年，鄭志富獲邀擔任教育部體育署「體育運動政策白皮書」撰述召集人，主導並規劃中華民國未來10年國家體育運動願景、使命與重要發展方向，獲得國內外學術界肯定，2014年並獲推薦為『體育運動學術團體耕耘獎』。多年來，其在體育行政與管理領域學術之貢獻卓著，無論在學術推動及行政服務上之表現，均備受國內外肯定。2019年以其長期在體育行政、教育行政之傑出表現與貢獻，獲頒教育部「師鐸獎」。
 